# Vue

Vue este o comună în departamentul Loire-Atlantique, Franța. În 2009 avea o populație de 1,416 de locuitori.